# Majlis al-Shura
De Majlis al-Shura is de naam die in Arabische landen vaak aan het parlement wordt gegeven, bijvoorbeeld in Oman.